# Зубанич, Василий Иванович
Васи́лий Ива́нович Зубанич (укр. Василь Іванович Зубанич; род. 9 февраля 1983, Голятин, Закарпатская область) — украинский военнослужащий, полковник, командир 10-й отдельной горно-штурмовой бригады механизированных войск Вооружённых сил Украины (2015—2020). Участник вооружённого конфликта на востоке Украины. Удостоен звания «Герой Украины» (март 2015).

## Биография
Родился 9 февраля 1983 года в селе Голятин Закарпатской области. Окончив школу, в 2000 году поступил в Одесскую военную академию.
По окончании академии был направлен для прохождения службы в 24-ю отдельную механизированную бригаду (Яворов, Львовская область). В дальнейшем был назначен командиром роты 15-го отдельного горно-пехотного батальона 128-й отдельной горно-пехотной бригады, затем стал начальником штаба батальона, а 31 декабря 2013 года был назначен командиром 15-го батальона.
В мае 2014 года, с началом вооружённого конфликта на востоке Украины, 15-й отдельный горно-пехотный батальон был направлен в зону боевых действий. Согласно справке Генштаба ВСУ, подполковник Зубанич руководил своим батальоном в боях в районе Новоанновки, Нижнетёплого, Бахмутовки, Чернухина, Трёхизбенки, Станицы Луганской, Макарова, Счастья, а также некоторых других населённых пунктов Луганской и Донецкой областей. В ходе прорыва штурмовой группы тактической группы «Север» к Луганскому аэропорту для прикрытия и обеспечения отхода подразделений из окружения получил осколочное и огнестрельное ранения, однако отказался от госпитализации и продолжил руководить действиями своего подразделения.
С ноября 2014 года батальон находился в районе Дебальцево, где, несмотря на значительные потери от ракетно-артиллерийского огня вооружённых формирований ДНР, удерживал позиции в Никишине, Редкодубе, Каменке, Чернухине и на других участках дебальцевского плацдарма. В общей сложности вместе со своими подчинёнными Зубанич провёл 10 месяцев в зоне боевых действий.

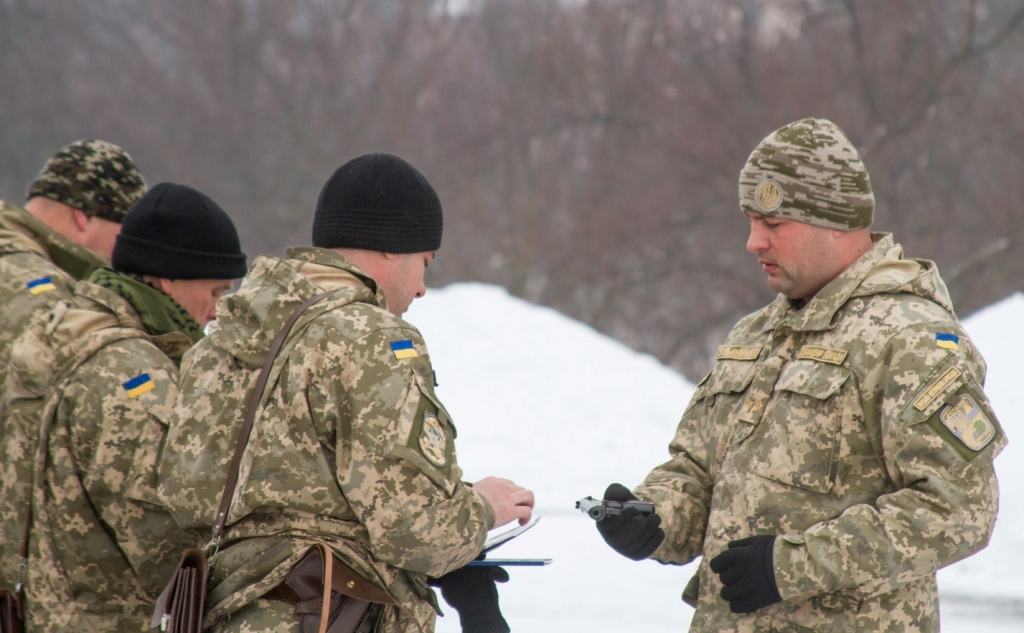
Зубанич с бойцами 10-й отдельной горно-штурмовой бригады, 13 января 2016 года

22 сентября 2015 года Зубанич был назначен командиром формирующейся 10-й отдельной горно-штурмовой бригады (Коломыя, Ивано-Франковская область). Выступая на пресс-конференции в Ивано-Франковске, посвящённой формированию бригады, Зубанич сделал сенсационное заявление о том, что целью её создания является защита региона от теоретически возможных территориальных посягательств Румынии. Он также уточнил, что в случае необходимости бойцы могут быть переброшены в «зону антитеррористической операции» в Донбассе либо в Крым. Это заявление вызвало дипломатический скандал между Румынией и Украиной.
Формирование бригады в составе оперативного командования «Запад» было завершено к 13 января 2016 года, после чего бригада была направлена в зону боевых действий (район Марьинки и Красногоровки, Донецкая область).
8 мая 2015 года президент Украины Пётр Порошенко в своём выступлении в Верховной раде, посвящённом 70-летию победы над нацизмом в Европе и роли украинского народа во Второй мировой войне, лично отметил Зубанича в числе украинских военнослужащих, получивших звание Героя Украины, «выполняя священный долг в рядах Вооружённых сил Украины и других военных формирований». 24 августа во время парада на Крещатике, посвящённого 25-й годовщине независимости Украины, полковник Зубанич получил из рук Порошенко боевое знамя 10-й отдельной горно-штурмовой бригады.

## Обвинения в военных преступлениях
20 июня 2016 года оперативное командование ДНР обвинило Зубанича в том, что он «в ночь на 15 июня лично приказал вести обстрел жилых домов в населённых пунктах Красногоровка и Старомихайловка из гаубиц калибра 152 мм. Жертвами стали две женщины 35 и 47 лет».
В октябре 2016 года Следственный комитет Российской Федерации сообщил, что в отношении Зубанича и других военнослужащих ВСУ возбуждены уголовные дела по подозрению в «нарушении положений международных правовых актов, гарантирующих соблюдение и защиту прав мирного населения во время вооружённых конфликтов немеждународного характера», и «применении запрещённых средств и методов ведения войны»: в частности, Управлением СК РФ по расследованию преступлений, связанных с применением запрещённых средств и методов ведения войны, установлено, что «15 июня 2016 года Василий Зубанич и военнослужащие 10-й отдельной горно-штурмовой бригады ВСУ провели артиллерийский обстрел из тяжёлых видов вооружения, имеющих высокие поражающие свойства, территории населённых пунктов Красногоровка и Старомихайловка Донецкой области Украины, в результате которого пострадали два мирных жителя, не участвующие в вооружённом конфликте». Уголовное дело против Зубанича завело и Следственное управление Генеральной прокуратуры самопровозглашённой ДНР. 8 ноября официальный представитель СК РФ заявил, что «собранные доказательства позволили заочно предъявить Зубаничу обвинения в организации применения в вооружённом конфликте средств и методов, запрещённых международными договорами Российской Федерации, то есть в совершении преступлений, предусмотренных ч. 3 ст. 33, ч. 1 ст. 356 УК РФ».
В Министерстве обороны Украины выдвинутые обвинения охарактеризовали как «провокацию, направленную на дискредитацию защитников нашего государства».

## Награды

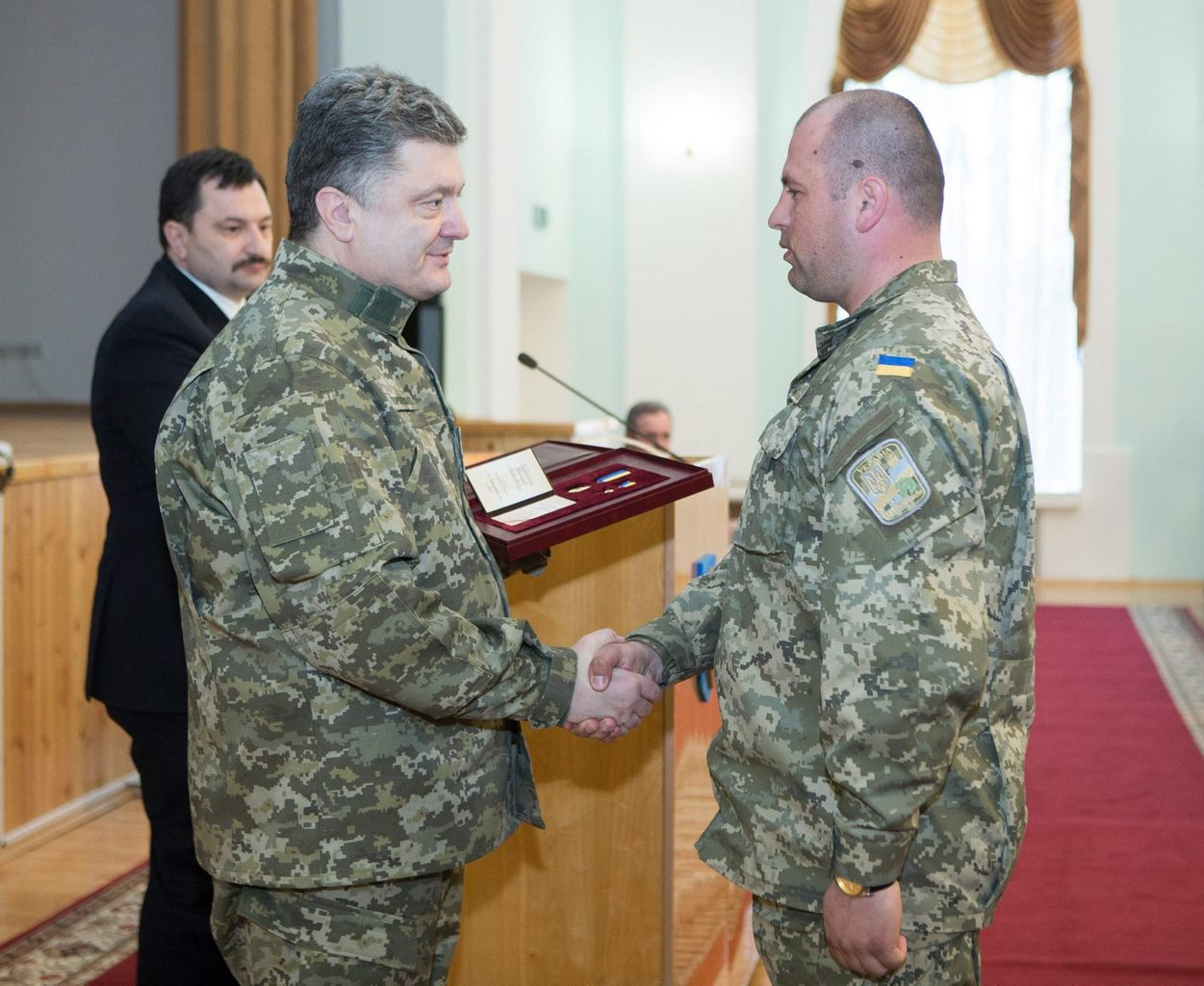
Порошенко вручает Зубаничу диплом к званию «Герой Украины» и орден «Золотая звезда», 23 марта 2015 года

- Звание «Герой Украины» с вручением ордена «Золотая Звезда» (23 марта 2015) — «за исключительное личное мужество и героизм, проявленные при защите государственного суверенитета и территориальной целостности Украины»[29][30][31]. В СМИ отмечалось, что звание было присвоено за успешный прорыв к Луганскому аэропорту[32][33].
- Медаль «За военную службу Украине» (6 декабря 2012) — «за значительный личный вклад в укрепление обороноспособности Украинского государства, образцовое исполнение воинского долга, высокий профессионализм и по случаю Дня Вооруженных Сил Украины»[34].

## Личная жизнь
Женат, есть дети. Увлекается горнолыжным спортом и теннисом.